# 克里沙斯
克里沙斯是巴西戈亚斯州的一个市镇。总面积4661.077平方公里，总人口11305人，人口密度2.4人/平方公里。